# Skevkropp
I matematiken är en skevkropp eller divisionsring en unitär ring, där varje element utom nollan har en multiplikativ invers. Varje kropp är en skevkropp, men inte omvänt, eftersom man i allmänhet kräver att kroppar dessutom skall uppfylla den kommutativa lagen för multiplikation. Talområdet H av kvaternioner är ett exempel på en icke-kommutativ skevkropp.
Informellt uttryckt är en skevkropp ett algebraiskt område där man kan räkna med plus, minus och gånger ungefär som man är van vid, utom att a • b inte alltid måste bli samma sak som b • a; och där dessutom alla element utom nollan är inverterbara.
Mer precist är en skevkropp K en mängd tillsammans med två binära operationer: en addition som brukar betecknas med +, sådan att (K,+) utgör en abelsk grupp (med neutralt element 0 och ett inverst element -a till a i K), och en multiplikation (·), sådan att (K,·) utgör en monoid (med neutralt element 1 ≠ 0), varje element a ≠ 0 har en multiplikativ invers a-1, och multiplikationen distribuerar additionen både från vänster och från höger. Med andra ord har K någon slags addition, subtraktion och multiplikation, som uppfyller "de vanliga räknelagarna", utom att multiplikationen i allmänhet inte behöver vara kommutativ; i stället kan det inträffa att a·b ≠ b·a. Division får man vara litet försiktigare med: Om 
b ≠ 0, så finns det i allmänhet två olika tänkbara kandidater till "a delat med b", nämligen ab-1 och b-1a, så alla "vanliga räkneregler" för division uppfylls i allmänhet inte. (Se nedan för detaljer!)
En skevkropp karakteriseras också av att den är en unitär ring som saknar icke-triviala ideal; det finns inget vare sig ensidigt eller tvåsidigt ideal utom nollidealet och hela skevkroppen. Speciellt utgör skevkroppar de mest grundläggande exemplen på halvenkla ringar.

## Egenskaper
Allmänna skevkroppar har många av de egenskaper som tillkommer kroppar. Exempelvis är varje ensidig modul över en skevkropp fri och har en väldefinierad rang, på samma sätt som lineära rum över kroppar har väldefinierade dimensioner.

## Formell definition
En skevkropp är en mängd K tillsammans med två binära operationer + och · samt två olika element 0 och 1, som uppfyller följande räknelagar: För alla element a, b och c i K, och för varje nollskilt element d i K gäller:
a + b = b + a   (kommutativitet);
(a + b) + c = a + (b + c)   och   (a · b) · c = a · (b · c)   (associativitet);
a + 0 = 0 + a = a · 1 = 1 · a = a (existens av neutrala element);
a · (b + c) = a · b + a · c   och   (a + b) · c = a · c + b · c (distributivitet);
Det finns ett x och ett y i K, sådana att   a + x = x + a = 0   och   d · y = y · d = 1 (invertibilitet).
Detta element y kallas för inversen till d.

## Exempel
Alla exempel på kroppar är förstås definitionsmässigt exempel på kommutativa skevkroppar. Det existerar inga ändliga icke-kommutativa skevkroppar. Det finns upp till isomorfi bara en skevkropp som samtidigt är en ändligtdimensionell algebra över R, nämligen H (kvaternionerna).
Varje nolldelarfri unitär ring R, som dessutom uppfyller Orevillkoret
För varje a ≠ 0 och b ≠ 0 i R finns det ett x ≠ 0 och ett y ≠ 0 i R, sådana att  ax = by,
kan inbäddas i en "minsta" skevkropp K med hjälp av den sorts konstruktion man använder för att bilda de rationella talen med hjälp av heltalen.